# Hector Heusghem
Hector Heusghem (15 de fevereiro de 1890, Ransart - 29 de março de 1982, Montignies-le-Tilleul) foi um ciclista profissional belga. 
Atuou profissionalmente entre 1912-1914 e 1919-1925. 

## Premiações
- 1914
  - 4º etapa do Tour de Belgique

- 1919
  - 4º etapa do Tour de Belgique
  - 6º etapa do étape du Circuit des Champs de Bataille
  - 2º  do Tour de Belgique

- 1920
  - 10º etapa do Tour de France
  - 2º  do Tour de France

- 1921
  - 6º etapa do Tour de France
  - 2º do Tour de France

- 1922
  - 4º do Tour de France